# Akihabara
Akihabara este un cartier cu multe magazine de electronice și loc de întâlnire otaku în capitala japoneză Tokyo. În acest sens colocvial mai larg, se extinde în zona din jurul gării Akihabara din districtele Taitō și Chiyoda din Prefectura Tokyo, Japonia. În sens mai restrâns, Akihabara este un district al districtului Taitō (cod poștal 110-0006).
Akihabara - numele derivă de la Altarul Akiba care a fost construit acolo în 1870 - este numele uneia dintre cele două gări din districtul Kanda din Tokyo din districtul Chiyoda. Gara Akihabara este o stație importantă de transfer. Când coborâți din tren, primul lucru pe care îl observați este un semn pe care scrie „The Electric Town” (Jap. Denkigai). Zona din jurul gării are o densitate mare de semne cu neon.
Akihabara este inima comerțului de electronice din Japonia și oferă o gamă largă de produse electronice. Prețurile pentru hardware-ul computerelor sunt cam la fel de mari ca în țările europene, dar puteți cumpăra și bunuri second-hand ieftine.
Multe magazine sunt specializate în bunuri individuale, cum ar fi calculatoare de buzunar, calculatoare de învățare a limbilor străine, componente electronice.
Există multe otaku în Akihabara. Pentru fanii jocurilor video, există nenumărate magazine second-hand și Sega World cu opt etaje. Dar Akihabara este, de asemenea, un punct central de contact pentru anime, manga și mărfuri. Nu numai că lanțurile mai mari precum animate, Gamers și Mandarake își au filialele aici, dar există și mulți retaileri.